# Desmatochelys
Desmatochelys (van het Grieks δεσμός, desmos, 'schakel' + χέλῡς, chelys, 'schildpad') is een geslacht van uitgestorven zeeschildpadden dat behoort tot de familie Protostegidae. Dit geslacht omvat de twee soorten Desmatochelys lowii en Desmatochelys padillai. Desmatochelys lowii werd benoemd in 1894, gevolgd door Desmatochelys padillai in 2015. Desmatochelys padillai is naar schatting meer dan 120 miljoen jaar oud en daarmee momenteel de oudst bekende soort zeeschildpad.
Desmatochelys leefde tijdens het Krijt en had een groot geografisch bereik, voornamelijk langs de Western Interior Seaway, de zee tussen Laramidia en Appalachia.

## Ontdekking
Het geslacht omvat twee soorten:
- Desmatochelys lowii
- Desmatochelys padillai

### Desmatochelys lowii
Het eerste exemplaar van Desmatochelys, het holotype KUVP 1200,  werd op 5 juli 1894 benoemd door Samuel Wendell Williston van de University of Kansas. In zijn artikel beschrijft hij de ontdekking ervan door spoorbaanopzichter Schrantz in de buurt van Fairbury, Nebraska. Williston kreeg van de general attorney van de Chicago, Rock Island & Pacific railroad M.A. Low in november 1893 de schedel toegezonden, welke jurist hiervoor geëerd wordt met de soortaanduiding lowii. Ten onrechte is soortaanduiding wel gespeld als lowi maar dat is niet toegestaan volgens de regels der nomenclatuur. Williston bezocht hierop de vindplaats en groef met assistentie van de plaatselijke arts Eaton de rest van het skelet op dat door de hardheid van het moedergesteente wel flink beschadigd raakte. Later beschreef hij de soort in meer detail. 
Dit exemplaar kwam uit de Bentonformatie uit het Laat-Krijt en omvatte een bijna volledige schedel en onderkaak, evenals delen van de ledematen, het schild en het plastron. Sinds de eerste ontdekking zijn er minstens drie nieuwe exemplaren van Desmatochelys lowii beschreven, gevonden in South Dakota (FMNM-PR385), Arizona (MNA V4516) en Utah (MNA V9446). Aan een Desmatochelys cf. lowii zijn toegewezen de specimina CDM 003 uit Canada, KUVP 32405 uit Kansas en THU g262 uit Japan.

### Desmatochelys padillai
De fossielen van Desmatochelys padillai werden in de jaren veertig van de twintigste eeuw ontdekt in Colombia. De eerste systematische studie werd gedaan door Donald Thomas Jeremy Smith aan de Kingston Polytechnic, Surrey, Engeland. In een deel van zijn proefschrift in 1989 suggereerde hij dat het exemplaar bij het geslacht Desmatochelys zou moeten worden ingedeeld. Elizabeth Laura Nicholls bevestigde deze classificatie in 1992. Vanwege de onvolledige kenmerken en het gebrek aan informatie over de geologische omgeving, bleef de soort onbeschreven in het museum van de University of Californië, Berkeley. James Parham, een van de taxonomische naamgevers van de soort, had de oorspronkelijke fossielen in Berkeley gezien in 1996 toen hij nog promovendus was. Hij herinnerde zich: Als ik had geweten hoe oud de exemplaren in Berkeley waren in 1996, had ik Ik heb ze zeker in mijn proefschrift opgenomen. Betere exemplaren werden in 2007 ontdekt door de amateurpaleontologen Mary Luz Parra en haar broers Juan en Freddy Parra. De exemplaren zijn gevonden in Villa de Leyva in Colombia. De locatie bevindt zich in de Paja-formatie, waarvan al is vastgesteld dat deze behoort tot het Vroeg-Krijt, dat wil zeggen meer dan 120 miljoen jaar oud. De fossielen werden bewaard in de collecties van het Centro de Investigaciones Paleontológicas in Villa Leyva en het University of California Museum of Paleontology. Formele beschrijving van de soort Desmatochelys padillai werd in 2015 verricht door Edwin Cadena aan het Senckenerg Research Institute en James Parham aan de California State University. De soortaanduiding eert Carlos Bernardo Padilla, die het onderzoek ondersteunde.

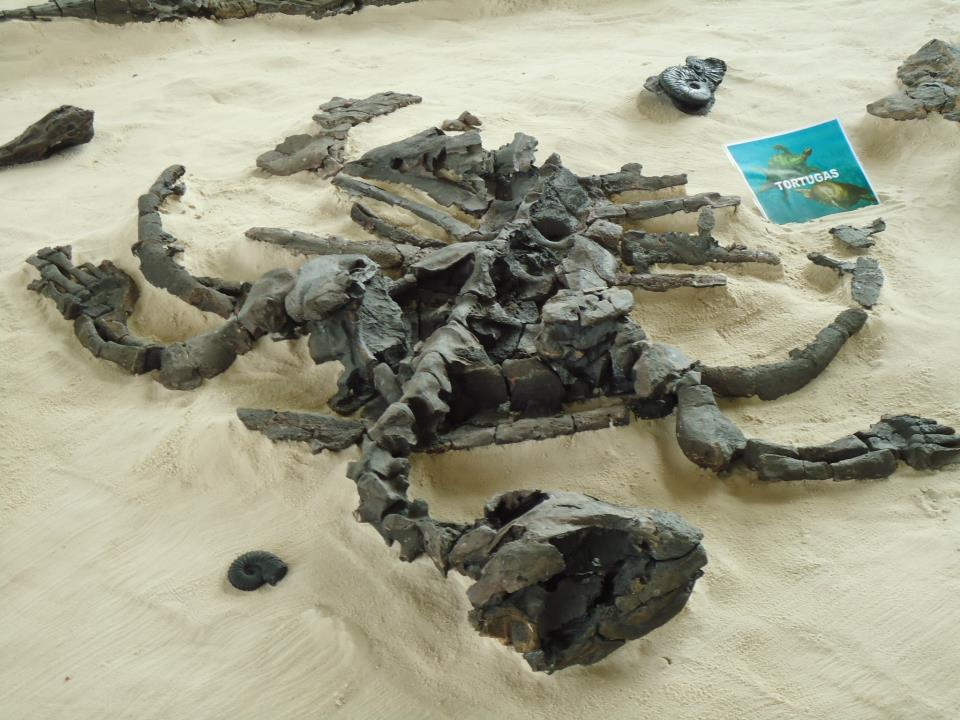
Reconstructie van het holotype van D. padillai

Het holotype FCG–CBP 01 werd ontdekt in Colombia in de Paja-formatie van het Vroeg-Krijt. Dit plaatste zijn leeftijd rond 120 miljoen jaar, waardoor het de oudst bekende zeeschildpad is, een titel die voorheen in het bezit was van Santanachelys gaffneyi. De fossielen die in 2007 zijn ontdekt, vertegenwoordigen een bijna compleet skelet. Het betreft de specimina UCMP 38346, FCG–CBP 40, FCG–CBP 13, FCG–CBP 39, UCMP 38345A, UCMP 38345B  en FCG–CBP 15. Er zijn vier schedels, twee zijn compleet en de andere zijn bijna compleet. Het holotype bestaat uit onderkaak, gedeeltelijk rechtertongbeen, halswervels (drie tot acht), rechter- en linkervoorpoten (deze missen de meeste vingerkootjes), bijna volledig schild, linkerschouderblad en ravenbeksbeen, gedeeltelijk hyoplastron en hypoplastron. De twee gedeeltelijke pantsers zijn slecht bewaard gebleven, maar onderscheiden zich van die van andere zeeschildpadden.

## Beschrijving
Desmatochelys was een grote zeeschildpad, waarvan sommige exemplaren wel twee meter lang konden worden. De in 1893 ontdekte schedel heeft een lengte van 205 millimeter. Leden van het geslacht worden gekenmerkt door het verlengde schedeldak, grote neusbeenderen en een peddelachtig opperarmbeen, evenals een duidelijke pantser en verminderde plastron zoals andere protostegiden.
Beide soorten delen slechts één onderscheidend kenmerk: de halswervels hebben lange rechthoekige zijuitsteeksels die in het midden van het wervellichaam geplaatst zijn.
Desmatochleys padillai onderscheidt zich van andere bekende protostegiden in vijf kenmerken. Het neusgat is groter en is in bovenaanzicht meer naar voren gericht. De pterygoïden zijn breder in onderaanzicht. Bij de halswervels is het uitsteeksel op de onderzijde breder met een plat tot licht hol ondervlak. Het bovenvlak van de wervelbogen is glad zonder kielen, met een ondiepe uitholling op de middenlijn. Het centrale heeft een rechthoekig en langwerpig profiel.

## Levenswijze

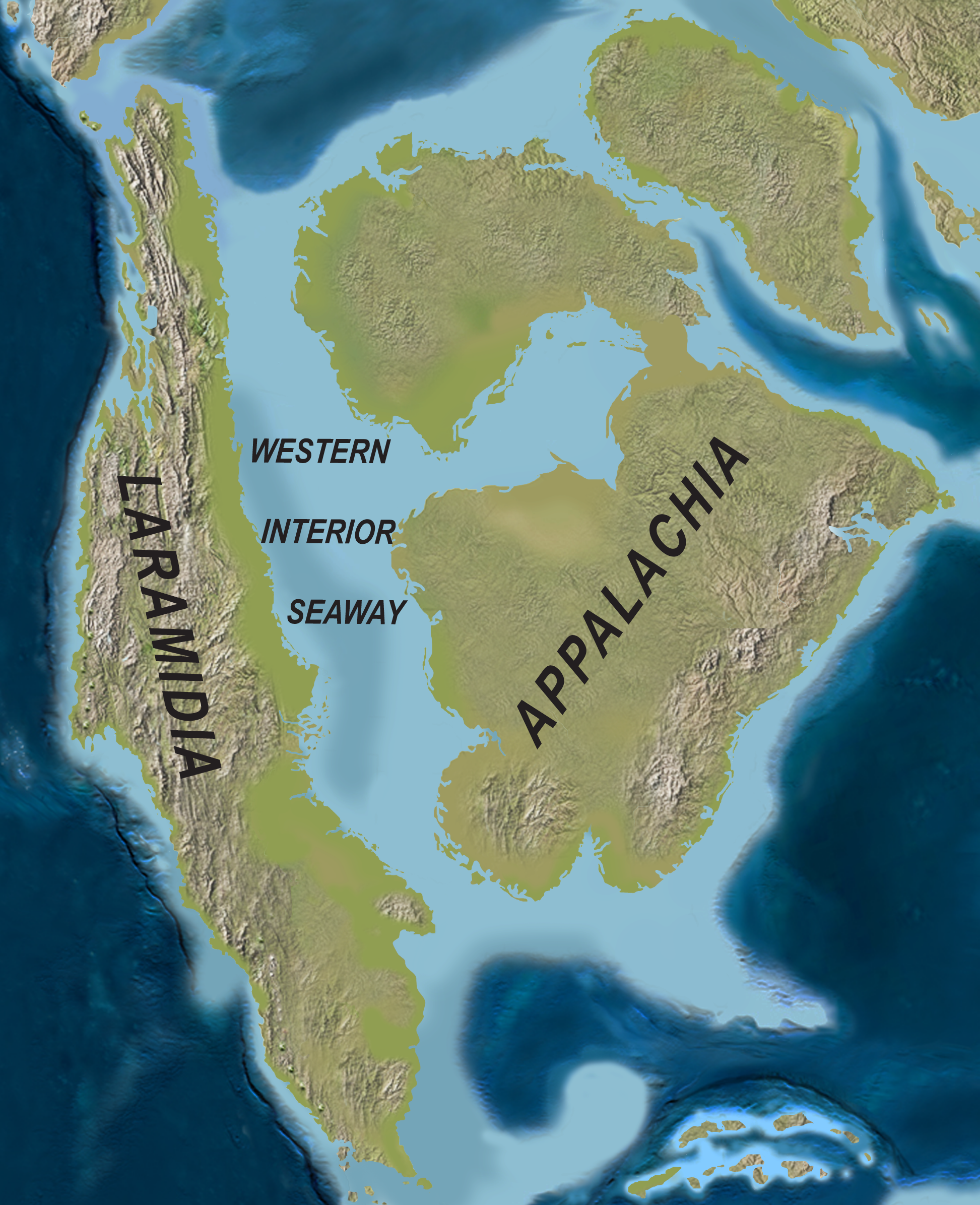
De Western Interior Seaway

Exemplaren van Desmatochelys zijn gevonden in Nebraska, South Dakota, Kansas, Arizona, Canada, Colombia en Mexico. Het is bekend dat ze leefden tijdens het Laat-Krijt langs de westelijke binnenzee en hun verspreidingsgebied kan zich hebben uitgebreid tot de Pacifische kust. Desmatochelys had, net als moderne zeeschildpadden, een brede geografische spreiding in de oceanen.
Wat de stratigrafische verspreiding betreft, wordt algemeen aanvaard dat Desmatochelys beperkt was tot het Krijt, met voorkomens variërend van het Barremien tot het Campanien.
Er is niets bekend over de voortplantingsstrategie van deze schildpad, met uitzondering van zijn ei-ontwikkeling. Er wordt verondersteld dat Desmatochelys harde eieren heeft gelegd in plaats van de eieren met een zachte schaal die typerend zijn voor bestaande zeeschildpadden, zoals een nauw verwante protostegide heeft aangetoond.

## Fylogenie
Aanvankelijk vormde Desmatochelys zijn eigen familie Desmatochelydae. Later werd het opnieuw toegewezen aan de familie Protostegidae. Er is enige discussie onder de paleontologische gemeenschap over de plaatsing van Protostegidae (en dus Desmatochelys) binnen de schildpadfylogenie. Volgens Elizabeth L. Nicholls moet het geslacht ook worden uitgebreid met nauw verwante leden die momenteel tot Notochelone en Rhinochelys behoren. Vanaf 2019 bevat Desmatochelys de twee eerder genoemde soorten, behoort het tot de familie Protostegidae en wordt het in de stam van Chelonioidea geplaatst - met andere woorden, het wordt beschouwd als een geslacht van basale schildpadden.